# Antiphonarium de Sanctis
Antiphonarium de Sanctis (Liber Antiphonarii de Sanctis, Antiphonarium de tempere et de sanctis), znany również jako Antyfonarz Adama z Będkowa – dwutomowy antyfonarz, kodeks liturgiczny przechowywany w Archiwum i Bibliotece Krakowskiej Kapituły Katedralnej na Wawelu.
Został ufundowany przez kanonika Adama z Będkowa. Jego wykonawcą był wikary katedry wawelskiej Mikołaj Szetesza, który prace nad nim rozpoczął w 1451 roku, czyli w roku śmierci fundatora, a zakończył ją sześć lat później. Po ukończeniu antyfonarz, za sprawą wykonawcy ostatniej woli Adama z Będkowa oraz biskupa krakowskiego Tomasza Strzempińskiego, został przekazany katedrze wawelskiej, do wyposażenia ołtarza śś. Heleny i Apolonii. Antyfonarz zawiera oficja o świętych, m.in. św. Andrzeju i św. Pawle Apostole, śpiewy Proprium de Sanctis wraz z Commune sanctorum i podstawowe części wchodzące w skład Godzin Kanonicznych: antyfony, responsoria, wersety oraz hymny.

## Opis antyfonarza
Rękopis krakowski oprawiony został dwoma, 15 milimetrowymi, drewnianymi okładkami, obłożonymi skórą koloru ciemnobrązowego. Na skórze znajdują się dekoracyjne tłoczenia w postaci motywów geometrycznych. Przy obu okładkach umieszczono duże mosiężne okucia w formie ażurowych wimperg, wypełnionych plastycznym liściem suchego akantu. Zwierciadło oprawy pierwotnie zdobiła wielka pięciolistna rozeta. Treść antyfonarza została spisana na 286 kartach pergaminowych, dobrej jakości atramentem; rękopis nie posiada oryginalnej foliacji, która została wykonana w późniejszym okresie cyframi arabskimi, ołówkiem.
Tekst muzyczny i liturgiczny zapisany został na płaszczyźnie kart, którą wyznaczają podwójne zróżnicowane linie marginesu wewnętrznego i zewnętrznego. Na każdej stronie zapisano osiem systemów pięcioliniowych, o szerokości 33 mm. Część pisana antyfonarza została sporządzona pismem gotyckim, minuskułą (część zasadnicza) i trzema rodzajami majuskuły: w inicjałach prostych, ozdobnych i w miniaturach inicjalnych.
Inicjały proste znajdują się m.in. w incipitach psalmów, wersetów, kantyków oraz rozpoczynają noty rubrycystyczne. Są one większe od minuskuły, mają bardziej owalny kształt, ale nie posiadają ornamentów. Wykonane są w kolorze czarnym, z wyjątkiem not rubrycystycznych wykonanych w kolorze czerwonym.
 Inicjały ozdobne znajdują się na początku większości śpiewów: rozpoczynają antyfony, responsoria oraz wersety. Są to wielkie inicjały o wielkości przekraczającej nawet wysokość 5-liniowego systemu muzycznego. Są dziełem sztuki kaligraficznej, wykonane przeważnie tuszem, podbarwione błękitem, czerwienią, zielenią i barwą żółtą. Wokół nich, jaki wewnątrz, występują barwne zdobienia a ich bogata ornamentyka utrudnia miejscami odczytanie litery. 
W miniaturach inicjalnych, prócz zdobień litery, występują twarze lub sylwetki różnych postaci, wyłaniających się spoza litery; być może są to portrety osób związanych z powstawaniem kodeksu. Skryba w tworzeniu inicjałów ozdobnych mógł posiłkować się starszymi rękopisami, o czym może świadczyć wzór występujący wewnątrz litery „D” - plecionka iryjska, pochodząca z końca VII wieku. Miniatury inicjalne tworzą bogate kompozycje malarskie znajdujące się wewnątrz litery.

## Autorstwo  i opis iluminacji
Barbara Miodońska wyróżnia dwóch niezależnych artystów lub grupy artystyczne, które stworzyły iluminacje ozdobne w antyfonarzu. Pierwszy z nich, Mistrz Graduału łęczyckiego jest autorem iluminacji z początkowych kart kodeksu nr 48 (do fol. 36 włącznie) przedstawiających postacie św. Andrzeja Apostoła, Niepokalanej Maryi (Immaculaty) i św. Tomasza Kantauryjskiego. Druga grupa artystów lub pojedynczy artysta stworzyli iluminacje do dalszej części kodeksu oraz miniatury kodeksu nr 49, obejmujące Maryję z Dzieciątkiem Jezus na sierpie księżyca, Zwiastowanie, Świętego Stanisława, Marię Magdalenę, Św. Jakuba Starszego, św. Jadwigę śląską, św. Marcina oraz scenę Zaśnięcia Marii i Anioły.

Pierwsza grupa iluminacji znacznie różni się od pozostałych głównie wysoką wartością artystyczną oraz rozmiarami. W tej grupie, na szczególną uwagę zasługuje miniatura św. Andrzeja (tabl.4), która wyróżnia się wysoką wartością artystyczną i doskonałą techniką malarską a dojrzałością formy prześciga inne iluminacje znajdujące się w kodeksach  Kapituły Katedralnej. Jest szczytowym osiągnięciem krakowskiego malarstwa sztalugowego z połowy XV wieku. Iluminacja ozdabia inicjał „A”, który rozpoczyna antyfonę Ambulans Iesus iuxta mare Galileae (Ambulans Iesus iacta mare Galilaeae) i jest największą miniaturą w rękopisie (177 x 141 mm). Według Barbary Miodońskiej: 

Faktura miniatury o emaliowej gładkości, miękka i płynna, rzadko spotykana precyzja pociągnięć pędzla, które modelują formę w sposób pewny, a zarazem bardzo subtelny, tworząc w załomach płaszcza głębokie cienie i łagodne, jakby metaliczne lśnienia, soczysty, harmonijny koloryt, posługujący się akordem zieleni, cynobru i rudego brązu (odcień puzzoli) przy akompaniamencie świetnie błyszczącego złota - składają się na wyjątkową całość. Blokowa struktura postaci, ujętej w kształt stożka, pociąga za sobą maksymalne uproszczenie sylwety, któremu towarzyszy urozmaicenie konturu wewnętrznego. Draperia, mimo swej obfitości nie zatraca kontaktu z ciałem, które się pod nią zarysowuje. Uwydatnione zostały ramiona, a układ fałdów nie przestaje być logiczny. Mimo łamania fałdów uderza płynność w przeprowadzeniu rysunku. Ich formę dominującą stanowi ostry trójkąt, rąbki szat przebiegają jednak łagodnymi krzywiznami, inaczej niż to obserwujemy w ówczesnych dziełach krakowskiego malarstwa sztalugowego(...)Uderzającą cechę, a zarazem nowość stanowi próba przeprowadzenia konsekwentnego, jednokierunkowego oświetlenia za pomocą pogrążenia w cieniu jednej strony postaci oraz stopniowania koloru od tonów żółtoseledynowych, poprzez oliwkowe do intensywnie zielonych i szarych

Modelowanie fałd szat apostoła oraz ich układ może wskazywać na wykorzystanie przez autora, nieznanego, wysokiej klasy sztychu z drugiej dekady XV wieku. W podobnym stylu wykonana jest inna miniatura przedstawiająca Marię z Dzieciątkiem (fol. 20, fig 68), ale nie dorównuje już precyzją wykonania miniatury św. Andrzeja. Obie miniatury pod względem kompozycyjnym przypominają malarstwo sztalugowe; z powodzeniem mogły by być środkowymi obrazami tryptyków. Iluminacja z Marią w większym stopniu wykazuje łączność kompozycyjną z typem tzw. Assumpty apokaliptycznej, rozpowszechnionej na terenie Małopolski około XV wieku.
Pozostałe miniatury zostały wykonane już z dużo mniejszą precyzją lub wręcz mają prymitywny i prowincjonalny charakter.